# Georgiki

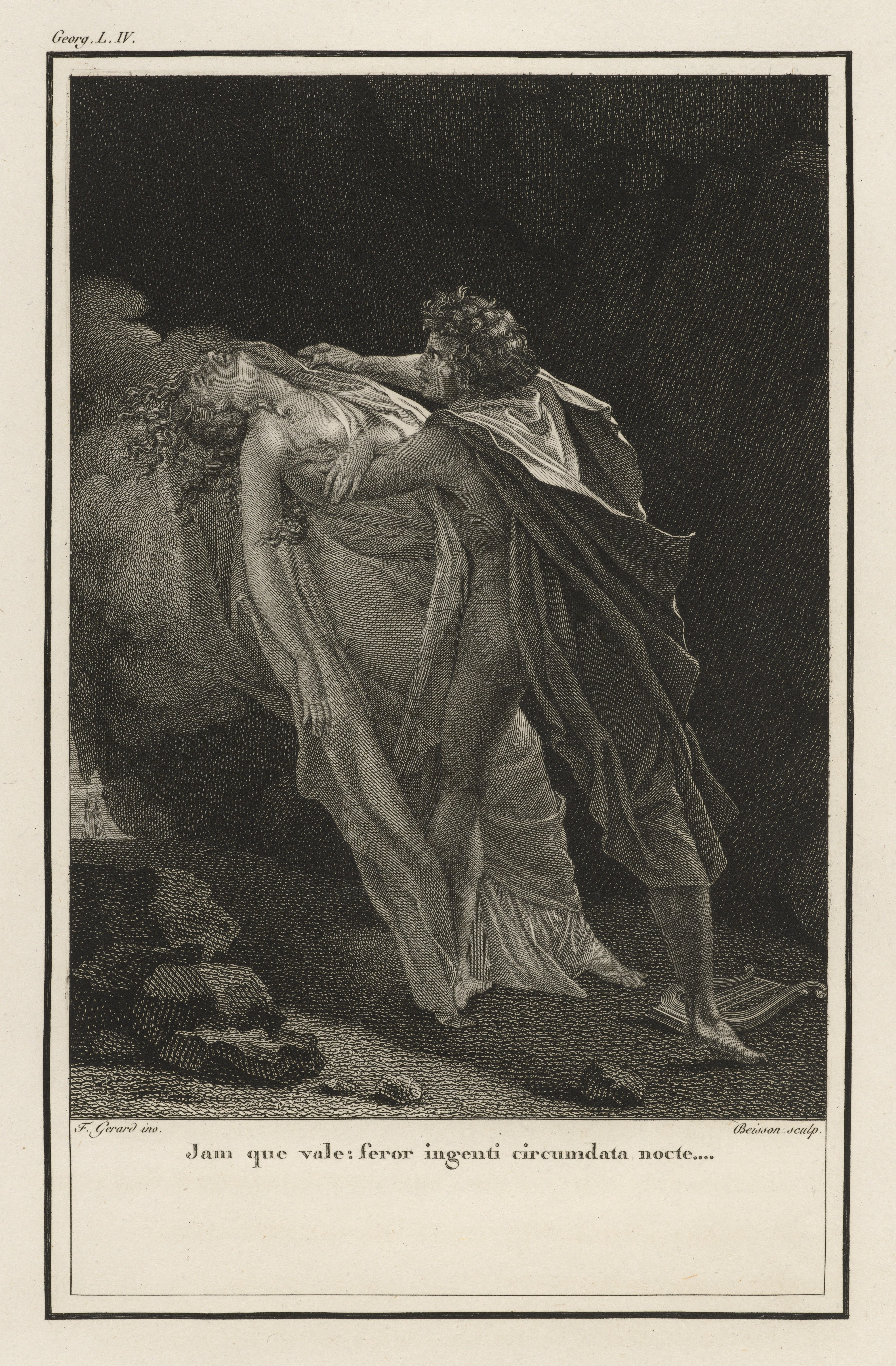
Ilustracja z wydania opublikowanego w Paryżu w 1798

Georgiki – poemat dydaktyczny o tematyce rolniczej, autorstwa tworzącego w I w. p.n.e. poety rzymskiego Wergiliusza.

## Treść dzieła
Dzieło, dedykowane Gajuszowi Cilniuszowi Mecenasowi składało się z czterech ksiąg poświęconych pracom rolniczym. Pierwsza księga poświęcona była uprawie roli, druga dotyczyła sadownictwa, trzecia przedstawiała metody hodowli bydła, natomiast czwarta księga zawierała informacje na temat pszczelarstwa.
Zasadniczą treść poematu, jaką stanowią wskazówki dla rolników i hodowców, uzupełniają szczegółowe, barwne opisy przyrody, a całość opatrzona jest licznymi dygresjami autora.

## Znaczenie utworu
Dzieło to inspirowane było działaniami podjętymi przez cesarza Augusta w dziedzinie gospodarki. Cesarz dążył do odbudowy gospodarki rzymskiej, zrujnowanej po okresie wojny domowej, szczególnie wiele uwagi poświęcił rolnictwu, które najsilniej ucierpiało na skutek działań wojennych tamtego okresu. Chcąc wspomóc cesarską politykę gospodarczą, Wergiliusz stworzył Georgiki, które były dziełem zachęcającym mieszkańców cesarstwa do zajęcia się produkcją rolną. Aby wzmocnić przekaz swojego dzieła, poeta wyraził w nim afirmację pracy na roli wskazując, że miłość do niej – nazwana amor terrae – jest cnotą i obowiązkiem Rzymianina. Pierwszy odczyt poematu nastąpił w roku 29 p.n.e. w obecności cesarza Oktawiana Augusta.

## Wpływ na kulturę polską
Georgiki stanowiły ważne źródło wiedzy w czasach późniejszych. Doczekały się one także tłumaczeń w języku polskim m.in. przekładu autorstwa Jacka Idziego Przybylskiego zatytułowanego Jeorgiki Wirgilowskie do Mecenasa. Wiersz dydaktyczny o ziemiaństwie, czyli o gospodarstwie wiejskim księgi cztery, przeznaczonego dla polskiej szlachty.
Cytaty zaczerpnięte z poematu, zilustrowane odpowiednimi freskami zdobią pomieszczenia pałacu królewskiego w Wilanowie.